# Ričardas Degutis
Ričardas Degutis (ur. 20 maja 1966 w Wilnie) – litewski dyplomata, ambasador Litwy w Gruzji (2005–2008) i na Łotwie (2011–2016).

## Życiorys
W 1991 ukończył studia dziennikarskie na Uniwersytecie Wileńskim. W tym samym roku odbył kurs dyplomatyczny na Uniwersytecie w Leeds. W 1997 ukończył studia w zakresie bezpieczeństwa i obrony w Centrum Marshalla w Niemczech, a w 2004 Szkołę Liderów Litewskiego Instytutu Administracji Publicznej.
W latach 1988–1991 pracował jako dziennikarz w tygodniku "Mažoji Lietuva". Od 1991 jest pracownikiem Ministerstwa Spraw Zagranicznych. Początkowo był zatrudniony w Wydziale Krajów WNP na stanowiskach III i II sekretarza. W latach 1992–1996 był I sekretarzem, a następnie radcą ds. politycznych w Ambasadzie Litwy w Moskwie. Od 1996 kierował Wydziałem Krajów WNP w Departamencie Politycznym MSZ. Od 1998 do 2002 pracował w Ambasadzie w Wielkiej Brytanii jako radca i radca-minister ds. politycznych. W latach 2002–2003 kierował Departamentem II Stosunków Dwustronnych MSZ, a od 2003 do 2005 Departamentem Europy Wschodniej i Azji Centralnej.
Od 2005 pełnił funkcję Ambasadora Republiki Litewskiej w Tbilisi. Po powrocie do kraju w 2008 został ambasadorem do specjalnych poruczeń w MSZ. W latach 2009–2011 sprawował funkcję Konsula Generalnego Litwy w Sankt Petersburgu. Od 2011 do 2016 stał na czele litewskiej placówki dyplomatycznej w Rydze. Później został wiceministrem komunikacji w rządzie Sauliusa Skvernelisa. 